# مگی نلسن
مگی نلسن (انگلیسی: Maggie Nelson; ۱۹۷۳ (۵۱–۵۲ سال) –) شاعر، نویسنده، مقاله‌نویس، و استاد دانشگاه اهل ایالات متحده آمریکا بود. او در بسیاری از گونه‌های ادبی و فرهنگی مانند زندگی‌نامه‌نویسی، نقد هنری، تئوری، فمینیسم، دگرباشی، خشونت جنسی، تاریخ آوانگارد، نظریه زیبایی‌شناسی، فلسفه، دانش‌پژوهی، و شعر صاحب اثر می‌باشد.
وی همچنین برندهٔ جوایزی همچون برنامه یاران مک‌آرتور، و کمک‌هزینه گوگنهایم شده‌است.